# Fashion Model Directory
El Fashion Model Directory (FMD)  es una base de datos en línea con entradas relativas a la moda, tanto de modelos como de agencias y modistos. FMD se considera como una especie de IMDb para la industria de la moda, dado que es una de las bases de datos más completas en su campo. 
El proyecto de Fashion Model Directory inició como un proyecto privado un 13 de septiembre de 1996 de la mano de Stuart Howard, e inicialmente tenía un aspecto mucho más simple. La dirección inicial era www.threestrings.com/stuart/. En 2002, un año más tarde de que el proyecto cesara sus operaciones, el grupo FashionOne decidió encargarse de él y lo transfirió a su actual dirección. Tres años más tarde, en 2005 FashionOne remodeló el sitio con una nueva imagen y con nuevas funcionalidades.